# Coma de Mig
La coma de Mig o coma del Mig és un circ glacial dels Estanys de Cabdella al terme municipal de la Torre de Cabdella (Pallars Jussà), dins la zona perifèrica del Parc Nacional d'Aigüestortes i Estany de Sant Maurici.
És situat en plena zona axial pirinenca. Com bé diu el seu nom, és el circ central de la capçalera del riu de Riqüerna, afluent per la dreta del Flamisell sota Cabdella. Té a una banda, llevant, Cogomella, i a l'altre, a l'extrem de ponent, la coma del Port o coma de Rus.

## Geografia[1]
La vall té una forma típica de semicercle amb la part oberta al sud-est, per on flueixen les aigües al barranc de Francí. Es troba per damunt dels 2.200 metres d'altitud, al punt on conflueixen tots els barrancs de la coma, i culmina a 2.894 m al pic Gran del Pessó. Té una superfície aproximada de 5,76 km².
Per llevant, marca el límit amb Cogomella el cordal que des del pic Salado (2.512 m) puja en direcció nord-oest cap al cap de Reguera (2.800 m), passant per la cresta de Reguera
Pel nord tanca la coma una línia de cresta que el separa, de forma abrupta, del circ de les Mussoles, de la Vall de Sant Nicolau. Aquesta carena baixa del cap de Reguera al Grau Ample (2.715 m) i gira a ponent per arribar al pic des Mussoles (2.876 m), on pren direcció sud, descendeix al coll de la cometa des Mussoles (2.746 m) i arriba al Gran Pic del Pessó (2.792 m), cim culminant de la coma del Mig.
Per ponent, la carena baixa, en direcció sud, a la collada del Pessó (2.689 m) fins al pic Petit del Pesó (2.792 m) fent de partió amb el circ del Pessó. Segueix cap al pic de l'Estanyet (2.776 m) fins al Castell de Rus (2.777 m), després de passar pel coll Roi (2.719 m), termenejant amb la capçalera del barranc del Port de Rus, de la Vall de Boí.
Tanca la coma pel sud el cordal que, del Castell de Rus va al tuc de la Mina (2.763 m) i, per la pala del Castell, baixa a trobar el barranc de Francí, separant-la de la coma del Port o coma de Rus, pas tradicional per anar de Cabdella a Boí.

## Geomorfologia[2]
La coma de Mig se situa en ple Pirineu axial, damunt la zona de contacte del batòlit granític de la Maladeta amb els materials del Carbonífer (gresos i lutites) afectats per metamorfisme de contacte. La línia de contacte parteix del pic de l'Estanyet, segueix per la base de les tarteres dels Pessons i passa per les ribes nord dels estanys Francí de Dalt (2.330 m), Francí (2.295 m), Travessan (2.350 m), fins a sota el pic Salado. Aquesta línia parteix el circ per la meitat: els granits ocupen el nord i els gresos el sud.
La diferent composició de les roques i la major o menor resistència a l'erosió que tenen fa que, físicament, hi hagi una gran diferència entre ambdues zones. Al nord domina el color clar del granit, els relleus són més enèrgics, les tarteres amb grans blocs cobreixen els pendents, les crestes són més esmolades i els pics més aguts. Les comptades cubetes glacials que hi ha (estany de Ribanegra (2.379 m) i l'estany de Dalt (2.628 m)) estan encaixonades i els seus llindars pengen, alts, damunt la vall. A la zona sud, en canvi, les formes són suaus i arrodonides, els colors rogencs (coll Roi) dominen el paisatge, les roques de les tarteres són més esmicolades. No hi ha llindars rocosos suficientment durs per frenar l'erosió i retenir l'aigua, i per això els pocs estanys que hi ha (els Francís i el Travessan) tenen poca superfície, poca profunditat i estan en clar procés de rebliment.

## Els estanys
Els quatre estanys que hi ha a la coma són de reduïdes dimensions i ubicats tots ells damunt o a tocar de la zona granítica. Amb l'excepció del Francí de Dalt, tots han estat recrescuts amb una presa en llur sortida d'aigües per augmentar la seva capacitat primigènia, ja que formen part del complex hidroelèctric de Cabdella per a la producció d'energia elèctrica. A uns 300 m aigües avall de la presa de l'estany Francí, a la cota 2.250, un assut barra el pas de l'aigua del barranc i desvia el seu cabal a una galeria subterrània de 3,6 km que, després de recollir els cabals de Cogomella, desguassa a l'estany Fosser. Per aprofitar al màxim tots els recursos hídrics de la coma, un canaló a cel obert transvasa les aigües del barranc que baixa de l'estany Conca i les afegeix a l'assut. L'estany Fosser recull, per tant, les aigües de tota la capçalera del Riqüerna, amb excepció de l'estany Tapat que té una cota massa baixa. Del Fosser una galeria també subterrània mena les aigües a l'estany Gento, que regula el sistema.